# حاتم الكور
حاتم محمد علي الكور (10 أكتوبر 1972 -)، ممثل كوميدي ليبي.
ولد لأسرة فنية؛ فوالده هو الممثل الراحل محمد الكور المشهور بدور بنور، وجده محمد حقيق (موسيقار)، وخاله الملحن عبد المجيد حقيق والكاتب عبد الرحمن حقيق والاذاعي والمخرج الهادي حقيق، وهو متزوج وله ابنتان وولد ميهار وراية ومحمد على الترتيب، عرف عنه نجاحه الكبير في تقمص دور المرأة من حيث الغناء والرقص والتمثيل، تقدم بملف ترشحه للانتخابات الرئاسية  في 21 نوفمبر 2021.
أعماله الفنية:
- لمتنا حلوة
- حنان وحنة
- قالوها
- ايسارها(1)
- ايسارها(2)
- م الأخير (1)
- م الأخير (2)
- مجموعة كاسيت فنية
- جوجلها
- الرايس
- ايش اللى صار
- عيلة دردنو
- الكور في الخليج
- سألني سأل
- صالح بن ميلود
- فضيلة قلب الأسد

وصل لقمة مجده في تسعينيات القرن الماضي، و زادت شعبيته بين الجماهير من خلال اعماله الفنية التي سلطت الضوء على واقع الشارع الليبي بلون كوميدي هادف.

## ترشحه لرئاسة ليبيا
تقدم حاتم الكور في 21 نوفمبر بملف ترشحه للانتخابات الرئاسية، وقال قبل ذلك: "لن تكون هناك معوقات في الانتخابات لأننا نعول على الثقافة السياسية والتي أصبحت موجودة عند الليبيين؛ نظرًا لمتابعتهم المجريات والأحداث في العالم والمعرفة بما يدور حولهم لأنهم ليسوا بمعزل عن العالم وأتمنى أن تسير الأمور برمتها على خير" وأضاف " إن سعادة الشعب الليبي ورفاهيته هي أولى الاهتمامات من توفير كافة سبل المعيشة الكريمة والمحترمة والراقية له، وذلك لأن الشعب الليبي يستحق الأفضل دائما".